# Saccharum stewartii
Saccharum stewartii är en gräsart som beskrevs av Rajesw., R.R.Rao och Arti Garg. Saccharum stewartii ingår i släktet Saccharum och familjen gräs. Inga underarter finns listade i Catalogue of Life.